# Meri Awidzba
Meri Chafizowna Awidzba (ros. Мери Хафизовна Авидзба, ur. 11 stycznia?/24 stycznia 1917 w Abchazji, zm. 12 kwietnia 1986) – radziecka lotniczka wojskowa.

## Życiorys
Była Abchazką. Ukończyła szkołę i aeroklub w Suchumi, a później wojskową szkołę lotniczą w Batajsku, później była instruktorką w aeroklubie w Suchumi. W 1939 wstąpiła do Akademii Wojskowo-Medycznej w Leningradzie, po ataku Niemiec na ZSRR zgłosiła się ochotniczo do Armii Czerwonej i została skierowana jako pilotka do miasta Engels. Od grudnia 1942 uczestniczyła w wojnie z Niemcami w składzie żeńskiego 588 pułku nocnych bombowców/46 gwardyjskiego pułku nocnych bombowców zwanego nocnymi wiedźmami, w którym była nawigatorką. W składzie 4 Armii Powietrznej walczyła na Froncie Północno-Kaukaskim, 4 Ukraińskim i 2 Białoruskiego, biorąc udział w obronie Kaukazu i walkach nad terytorium Krymu, Białorusi, Polski i Niemiec. Wykonała 477 lotów bojowych. W 1944 była ranna, gdy jej samolot został trafiony przez wroga. Po wojnie została zdemobilizowana w stopniu porucznika, brała udział w życiu publicznym Abchazji.

## Odznaczenia
- Order Wojny Ojczyźnianej I klasy
- Order Wojny Ojczyźnianej II klasy
- Medal jubileuszowy „W upamiętnieniu 100-lecia urodzin Władimira Iljicza Lenina”
- Medal „Za obronę Kaukazu”
- Medal „Za zwycięstwo nad Niemcami w Wielkiej Wojnie Ojczyźnianej 1941–1945”
- Medal „Za wyzwolenie Warszawy”
- Medal „Weteran pracy”
- Medal jubileuszowy „Dwudziestolecia zwycięstwa w Wielkiej Wojnie Ojczyźnianej 1941–1945”
- Medal jubileuszowy „Trzydziestolecia zwycięstwa w Wielkiej Wojnie Ojczyźnianej 1941–1945”
- Medal jubileuszowy „Czterdziestolecia zwycięstwa w Wielkiej Wojnie Ojczyźnianej 1941–1945”
- Medal jubileuszowy „50 lat Sił Zbrojnych ZSRR”
- Medal jubileuszowy „60 lat Sił Zbrojnych ZSRR”